# 动物学
动物学作为生物学的一大分支，研究范围涉及动物的形态、生理构造、生活习性、发展及进化史、遗传及行为特征、分布、以及与环境间相互关系。專門研究動物學的學者，稱為動物學家。

## 分支学科
- 动物形态学
- 生理学（动物）
- 动物解剖学
  - 细胞学和组织学
- 动物分类学
- 動物行為學
- 生态学（动物）
- 胚胎学(动物)
- 分布学（动物）
- 应用动物学
- 动物营养学

## 参見
- 动物
- 巨型動物群